# Daniel Buren

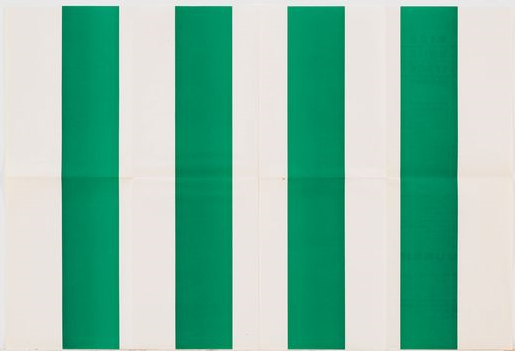
Bez tytułu

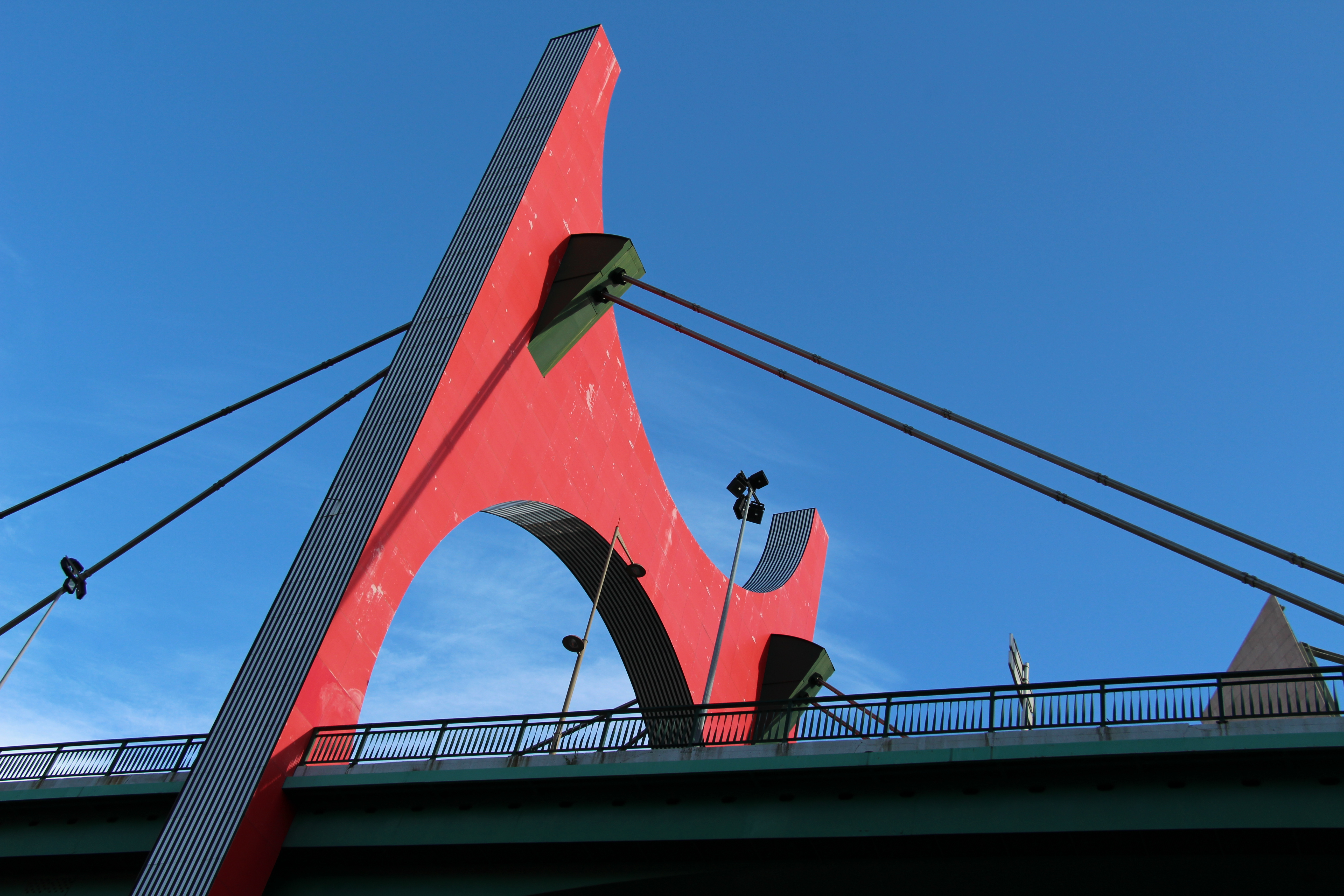
Arcos Rojos w Bilbao

Daniel Buren (ur. 23 maja 1938 w Boulogne-Billancourt) – francuski malarz i teoretyk sztuki.

## Życiorys
Studiował w École de Beaux-Arts w Paryżu. W 1965 odbyła się pierwsza wystawa jego obrazów i otrzymał nagrodę na Biennale w Paryżu, 1967 był członkiem grupy B.M.T.P. (wraz z O. Mossetem, A. Parmentierem i N. Toronim). W latach 70. opublikował teksty teoretyczne Limites critiques (1970) i Discordance/Cohérence (1976) będące postulatami całkowitego zerwania z tradycją malarską. Zredukował swoje malarstwo do elementarnych struktur - tworzył układy złożone z naprzemianległych białych i kolorowych pasów. Rozwijając tę zasadę zaczął wykorzystywać gotowe pręgowane tkaniny, zadrukowane w ten sam sposób arkusze papieru i przeźroczyste folie; prace wykonywał w konkretnych ramach danej wystawy i wnętrza. Swoim dziełom nie przypisuje żadnej wymowy - działania są uzależnione od kontekstów materialnych i duchowych, zmienności kolorów i formatów, z czym wiąże się pierwiastek czasu. Intencją neutralności swoich prac chce obalić mit artysty-twórcy, przekreślić indywidualizm i kierować się przeciw sztuczności sztuki tradycyjnej i nieuchronnej komercjalizacji dzieł artystycznych. W 1971 roku jego praca pt. Peinture-Sculpture została wycofana z VI Międzynarodowej Wystawy w Muzeum Guggenheima w Nowym Jorku.